# Asura incompleta
Asura incompleta är en fjärilsart som beskrevs av Max Wilhelm Karl Draudt 1914. Asura incompleta ingår i släktet Asura och familjen björnspinnare. Inga underarter finns listade i Catalogue of Life.